# Râul Homorod, Someș
Râul Homorod sau Râul Homorodul Nou este un curs de apă afluent al râului Someș. 

## Hărți
- Harta Județul Satu Mare